# 루켄테크놀러지스
루켄테크놀러지스(영어: Luken Technologies)는 대한민국의 디스플레이 검사장비 기업이다.